# Kepler-17
Kepler-17 là một ngôi sao lùn màu vàng dãy chính hoạt động mạnh hơn nhiều so với Mặt Trời của chúng ta với các đốm sao bao phủ khoảng 6% bề mặt của nó. Dấu sao tồn tại lâu dài, với ít nhất một đốm tồn tại trong 1400 ngày.
| Thiên thể đồng hành (thứ tự từ ngôi sao ra) | Khối lượng     | Bán trục lớn (AU) | Chu kỳ quỹ đạo (ngày) | Độ lệch tâm | Độ nghiêng  | Bán kính        |
| ------------------------------------------- | -------------- | ----------------- | --------------------- | ----------- | ----------- | --------------- |
| b                                           | 2.45± 0.014 MJ | 0.02591± 0.00037  | 1.4857108± 2e-07      | <0.011      | 87.2± 0.15° | 1.312± 0.018 RJ |